# Viola brachyceras
Viola brachyceras là một loài thực vật có hoa trong họ Hoa tím. Loài này được Turcz. miêu tả khoa học đầu tiên năm 1842.